# Бальса (судно)

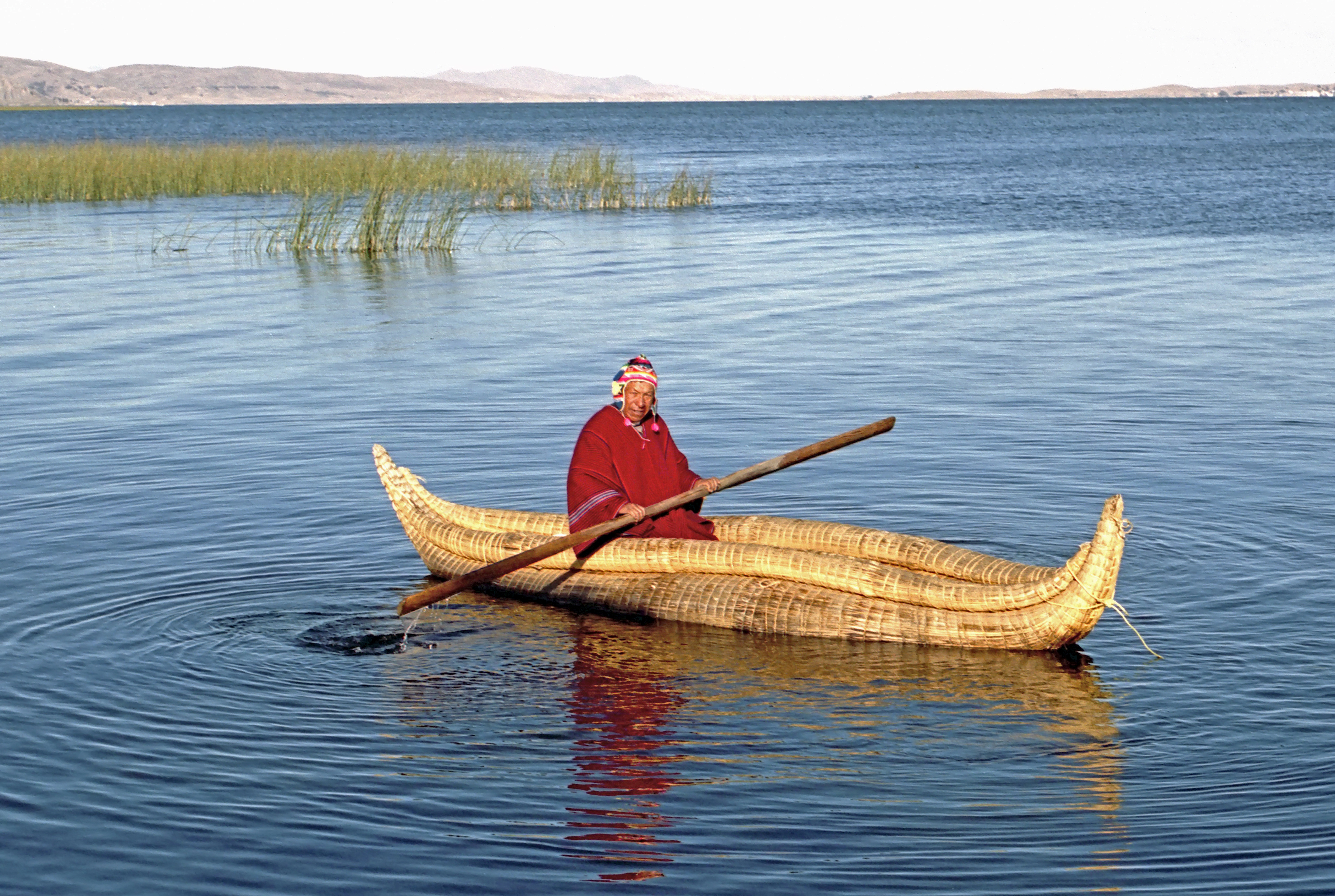
Класичний човен бальса на озері Тітікака

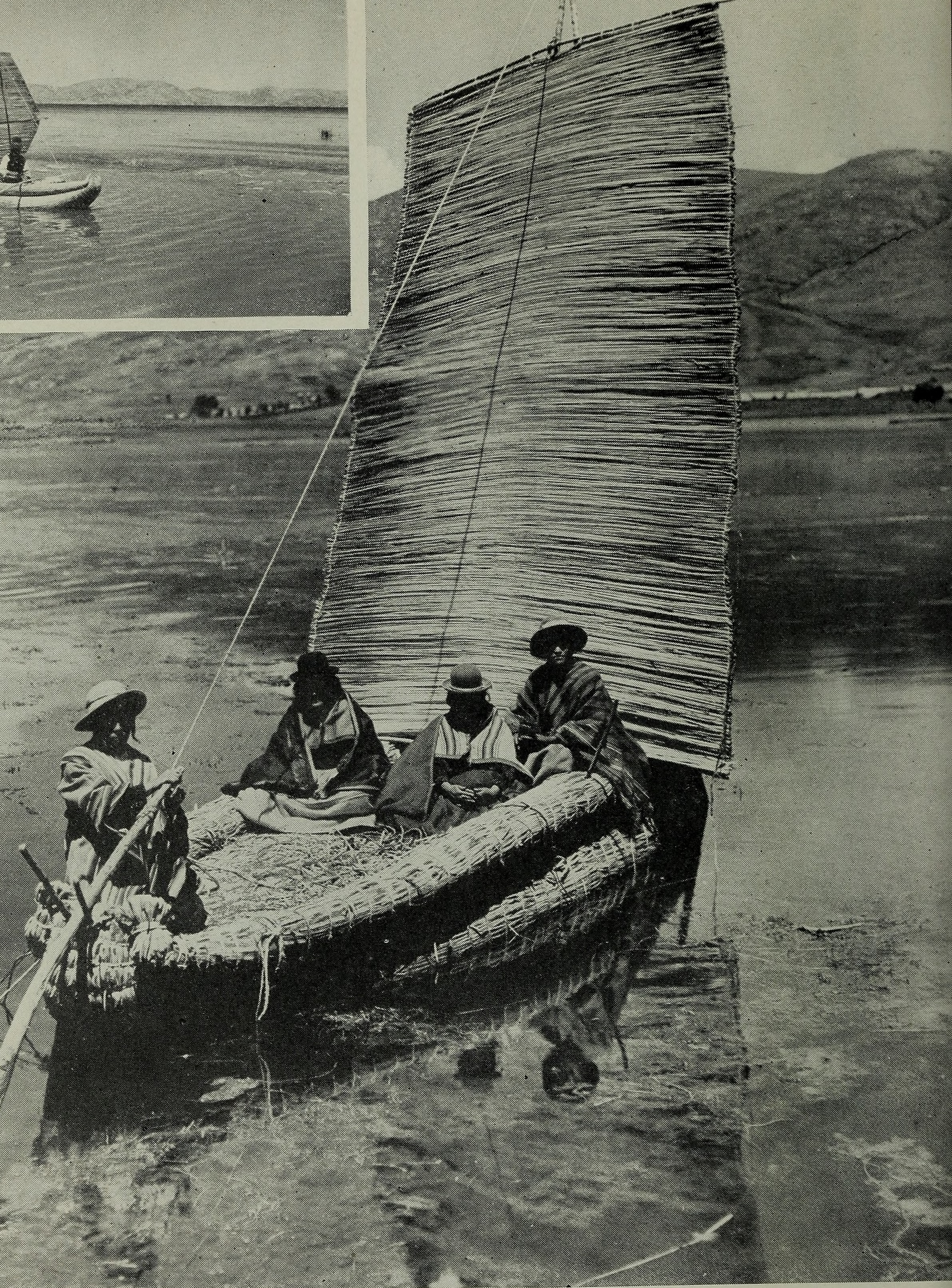
Бальса з очеретяним вітрилом. Фото 1946 року

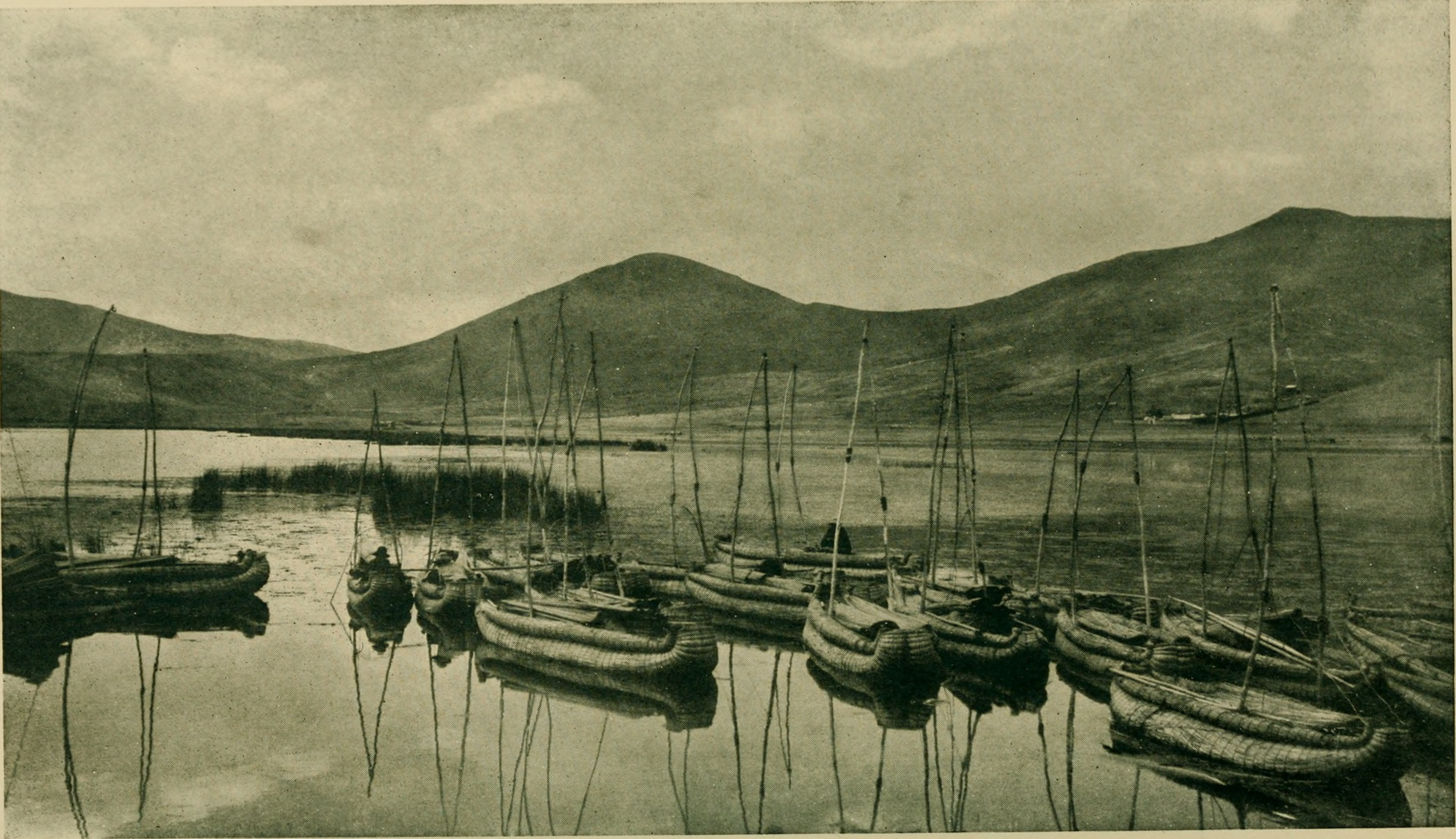
Флотилія човнів бальса. Фото ~1900—1918 р.

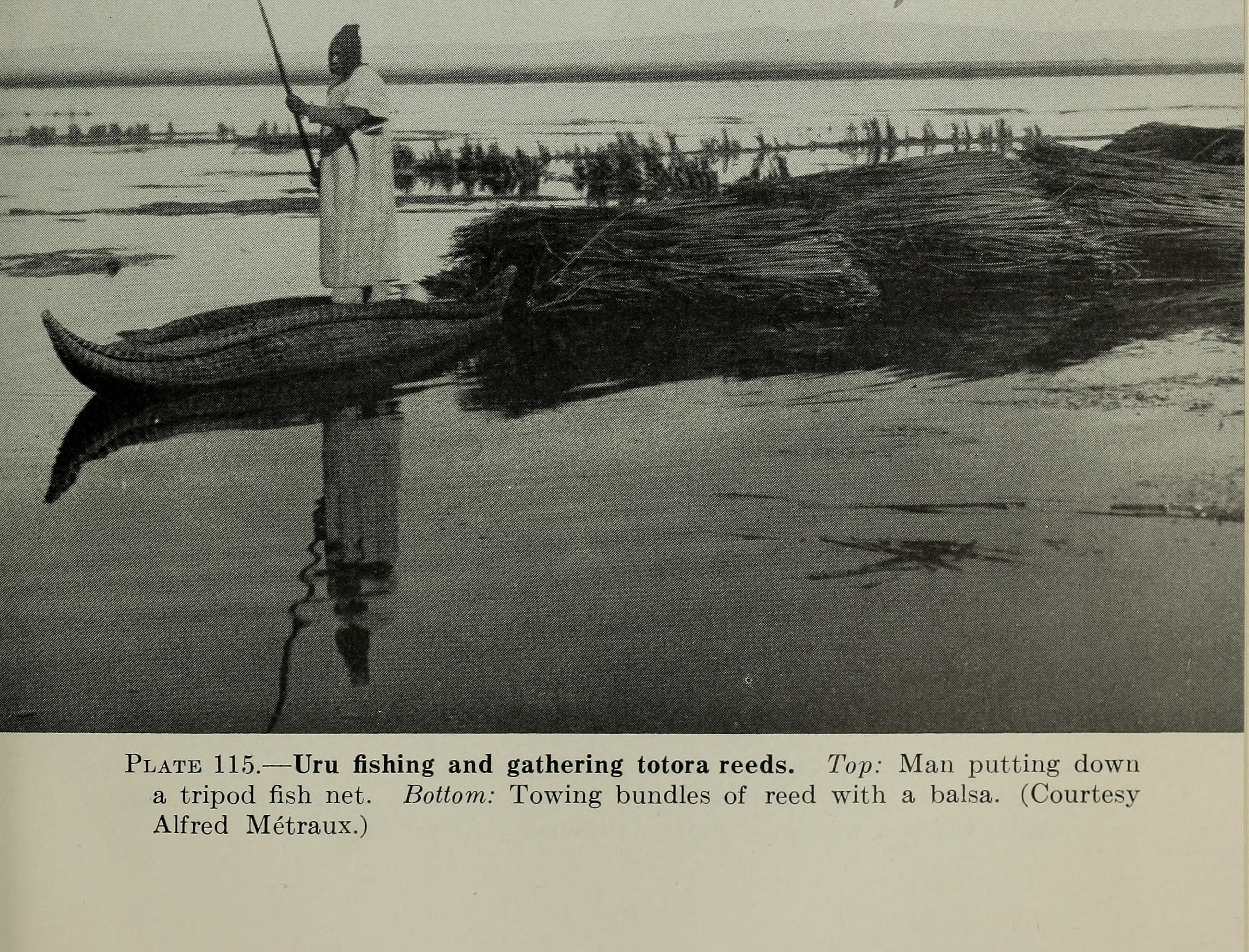
Індіанець на бальсі транспортує очерет. Фото 1901 року

Шведська експедиція 1904—1905 рр переправляє коней на бальсах

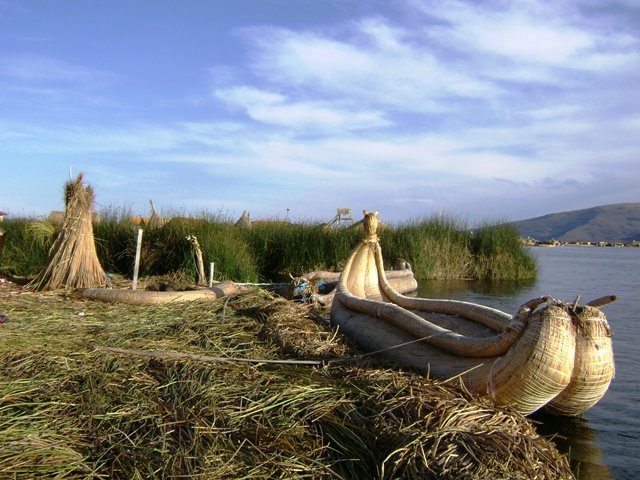
Сучасна велика бальса. Чітко видно два головні оберемки очерету, що складають корпус човна і дві довгі зв'язки хорізос, що формують планшири бортів.

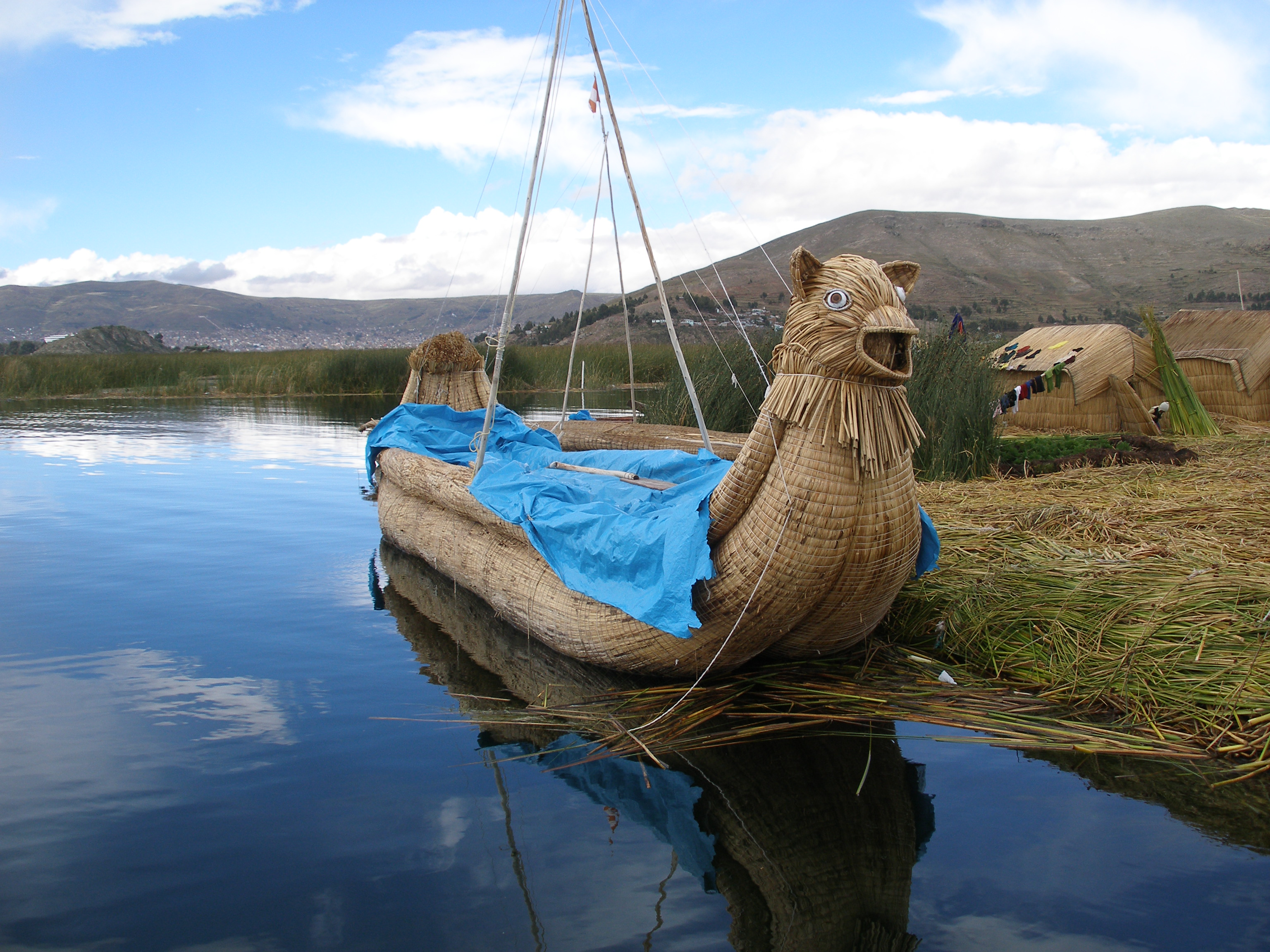
Ця велика бальса на острові Тітікака вміщує понад 20 людей

Бальса (від ісп. Balsa — пліт) — очеретяні човни і плоти, що будуються з куги підвиду Schoenoplectus californicus subsp. tatora індіанцями народностей уру та аймара на високогірному озері Тітікака, що лежить на висоті 3810 м над рівнем моря на кордоні між Перу та Болівією. Бальса варіюються за розмірами від невеликих одномісних рибальських човнів до великих суден довжиною до 30 метрів, що можуть витримати вантаж вагою до 10 тонн. Хоча сучасні бальса з озера Тітікака — це переважно гребні судна, історично вони були оснащені вітрилами, сплетеними також з цього підвиду куги.
Термін «бальса» також іноді використовується як збірна назва для будь-яких очеретяних човнів і плотів, які будували індіанці доколумбових цивілізацій Південної Америки, зокрема для кабаліто-де-тотора, а також для позначення очеретяних човнів (каное) з іншої американської куги Schoenoplectus acutus, що їх використовували корінні мешканці сучасної Каліфорнії в Північній Америці як у доколумбову, так і в історичну епоху.

## Історія
Представники народності уру мешкали у високогір'ї Перу ще до виникнення цивілізації інків, і, як вважають, саме переховуючись від войовничих інків, почали переселятись на штучні плавучі острови, розкидані по озеру Тітікака. Ці острови будувались індіанцями з підвиду куги Schoenoplectus californicus subsp. tatora, що росте навколо озера Тітікака. Цю рослину використовували для будівництва човнів на території Перу та Болівії ще доколумбові південноамериканські цивілізації, і нині мешканці озера Тітікака з народностей уру та аймара й далі будують з неї свої традиційні очеретяні човни, які вони використовують для риболовлі та полювання на водоплавних птахів. Окрім човнів і плотів, уру будують з куги на озері Тітікака також плавучі острови, на яких вони розташовують своє житло.
Біля південно-східного берега озера Тітікака, на території Болівії, лежать руїни стародавнього міста-держави Тіаванако, заснованого близько 100 року н. е., в якому є залишки монументальної архітектури, складеної з мегалітичних каменів, декорованих вишуканим різьбленням. Брили зеленого андезиту, які використовували для будівництва споруд і прикрашали різьбою, походять з півострова Копакабана, що лежить з протилежної сторони озера Тітікака. Оскільки індіанці Америки не знали колеса, згідно з однією з гіпотез ці гігантські брили андезиту, деякі вагою понад 40 тонн, доставлялись з Копакабани до Тіаванако на відстань близько 90 кілометрів через озеро Тітікака на очеретяних човнах.
Сучасні рибальські човни бальса не змогли б витримати ваги навіть невеликого моноліту з Тіаванако. Однак наприкінці XIX ст. Ефраїм Скваєр зазначав, що місцеві очеретяні човни були достатньо великі, щоб взяти на борт до 60 людей. Це приблизно 4 тонни — еквівалент ваги багатьох невеликих монолітів з Тіаванаку. Кількома десятиліттями пізніше першовідкривач Мачу-Пікчу, американський дослідник Гайрам Бінґем описав очеретяний човен, який витримував вагу орача та пари його волів. Ще в 1970-х роках очеретяні човни, здатні перевезти до 20 людей, все ще використовувались на річці Раміс у Перу — найбільшій річці, що впадає в озеро Тітікака.

## Конструкція
Сучасні рибальські очеретяні човни бальса мають від 2,5 до 7 метрів у довжину і 1—2,5 метра в ширину. Проте великі бальса, що будуються тепер переважно для розваги туристів, можуть досягати довжини 20—25 метрів і часто складаються з двох з'єднаних між собою корпусів (тобто є катамаранами). Цікаво, що конструкція усіх човнів бальса, незалежно від їх розмірів, є принципово однаковою. Великі човни імітують конструкцію малих майже у всіх деталях і різниця між найменшим і найбільшим човном полягає лише в розмірі їхнього корпусу, а для катамаранів, — у кількості з'єднаних між собою корпусів.
Будівництво очеретяних човнів починається зі збирання стебел куги та з'єднання їх в оберемки за допомогою мотузок, що традиційно виготовляються із висушеної трави з навколишніх прерій — ічу (ichu). Для будівництва бальси очерет збирають, обрізаючи його 50—80 см нижче поверхні води за допомогою коси або довгої жердини з прив'язаним до кінця ножем. Очерет збирають в оберемки (amaros) такого розміру, щоб доросла людина змогла охопити їх обома руками. Кожен «амарос» складається приблизно з 600 стебел куги. Після зрізання кугу ретельно висушують на сонці протягом трьох-чотирьох тижнів, перш ніж вона буде готова до використання. З висушених оберемків куги формують довгі сигароподібні зв'язки хоризос, (chorizos). З хоризос, своєю чергою, формують два великих оберемки, що становлять половини майбутнього човна. Довжина цих двох оберемків відповідає плановій довжині човна, а поперечний діаметр яких (що залежить від кількості з'єднаних при його формуванні хоризос) становить від 40—50 см для малих човнів до 1,5 м і більше — для великих. Між цими двома великими оберемками закладається «серцевина», що складається з трьох хоризос, покладених вертикально одна на одну. Для з'єднання усіх цих складових в єдиний корпус, однією мотузкою до серцевини примотують лівий оберемок, і одночасно та поперемінно з нею іншою мотузкою — правий. Це почергове обгортання триває по всій довжині човна з відстанню між кожною обмоткою приблизно 30 см. Після з'єднання складових човна між собою, мотузки протягом декількох днів неодноразово підтягуються, допоки «серцевина» човна повністю не зникає з поля зору, затиснута з боків між двома великими оберемками, з утворенням в результаті єдиного твердого корпусу. Після цього по краях судна прив'язується дві довгі сигароподібні зв'язки куги (хоризос), що формують планшир або борти судна.
Деякі великі бальса прикрашаються на носі стилізованим зображенням голови пуми. Після спуску на воду, куга, з якої зроблена бальса, починає швидко просочуватись водою і набирати вагу, але з часом, досягнувши певного рівня, цей процес уповільнюється і згодом майже зупиняється. Бальса мають обмежену тривалість життя, що складає від 2 до 4 місяців і зумовлюється часом розкладання вологого очерету.
Судячи зі збережених описів та фотографій, раніше бальса оснащувались прямими чотирикутними вітрилами, що кріпились на А-подібній щоглі (біподі).

## Галерея

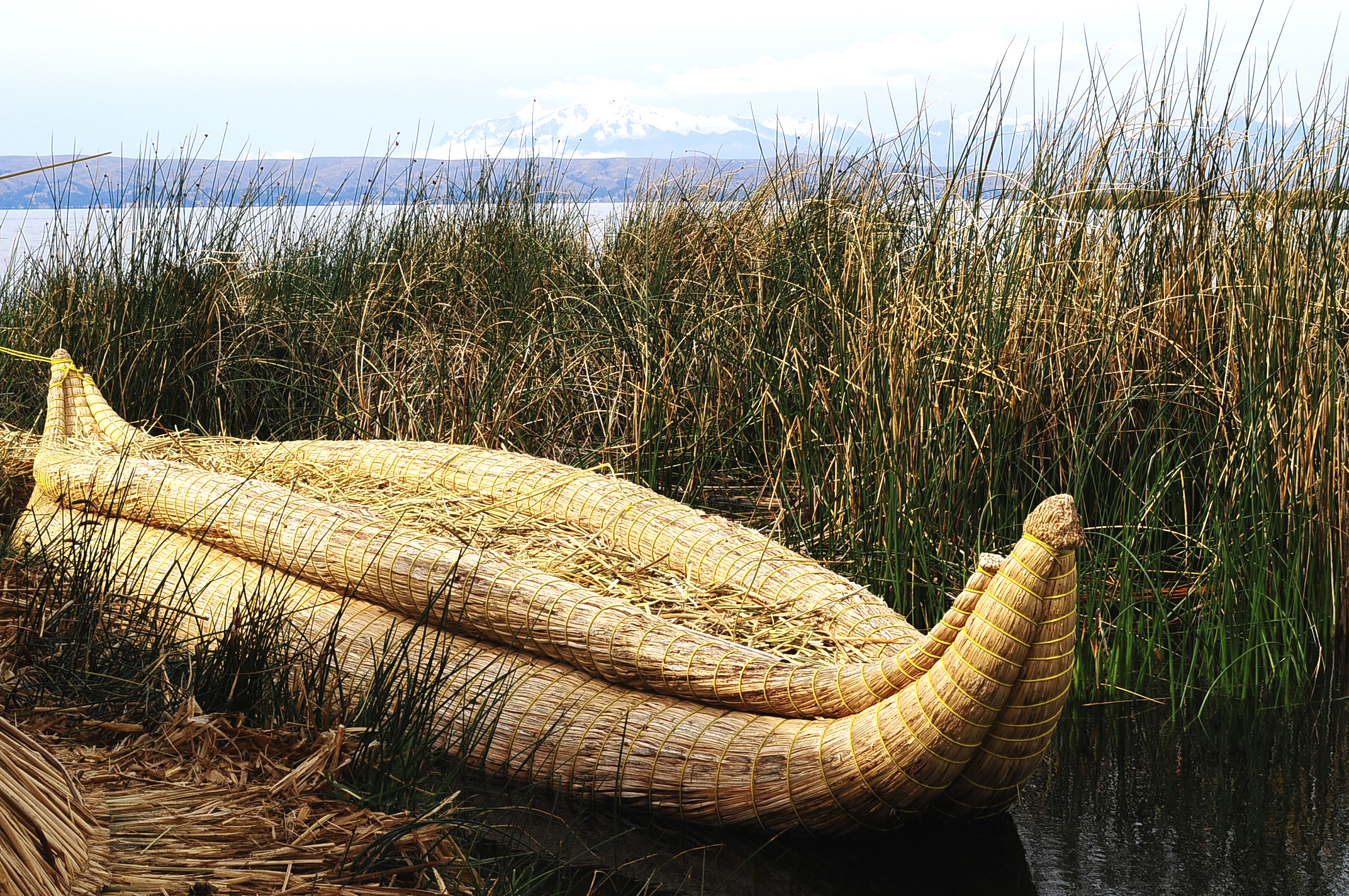
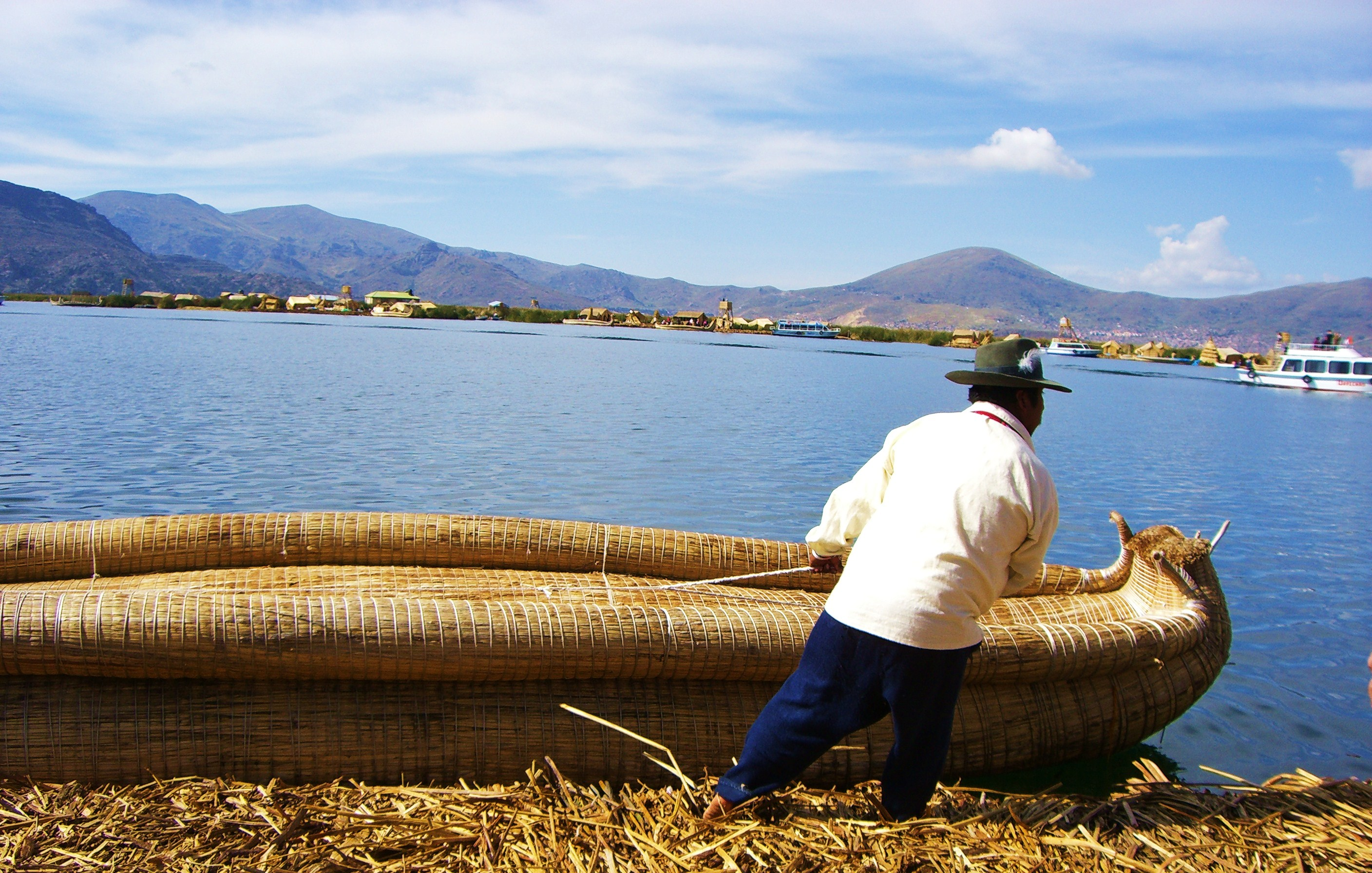
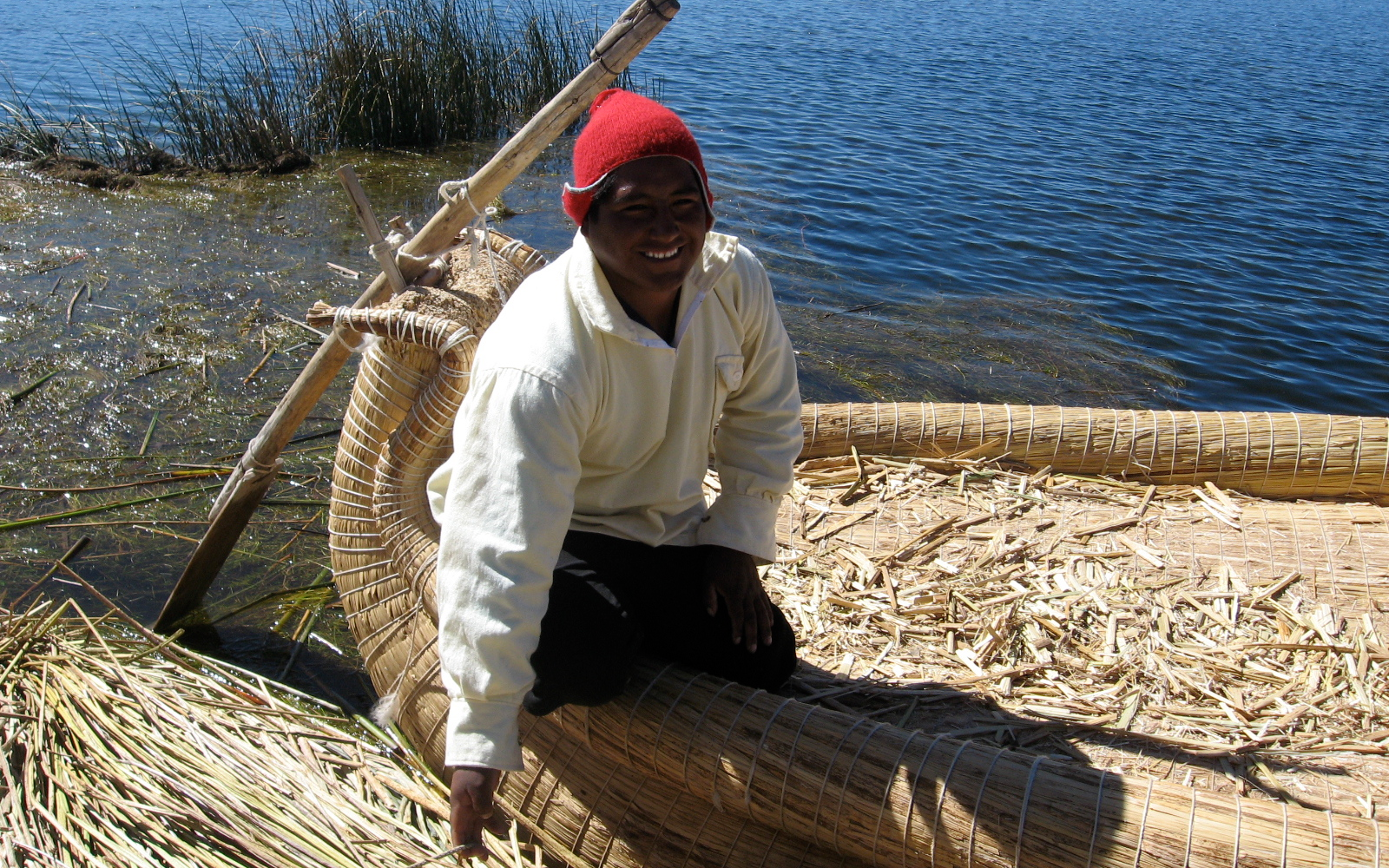
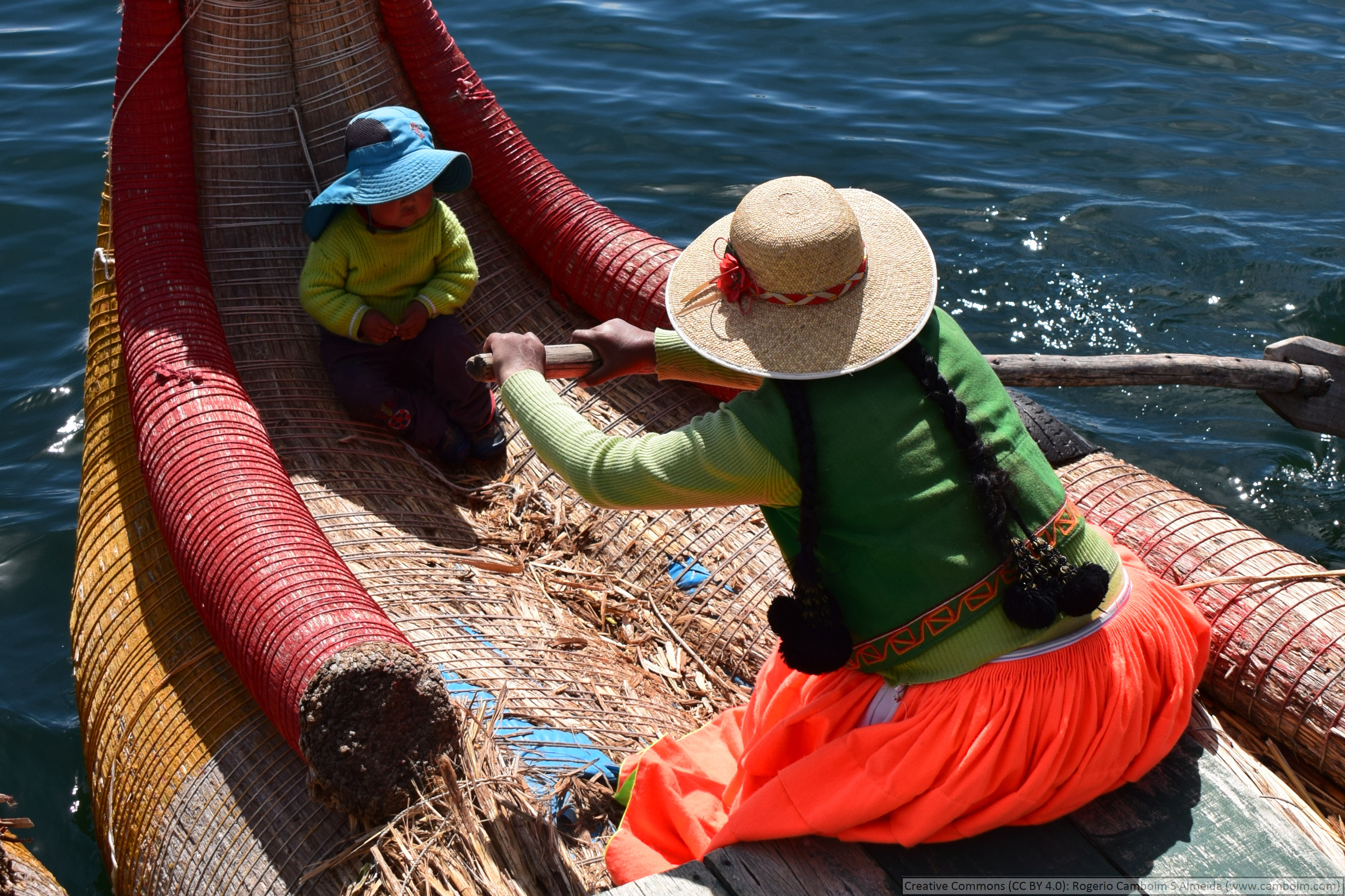
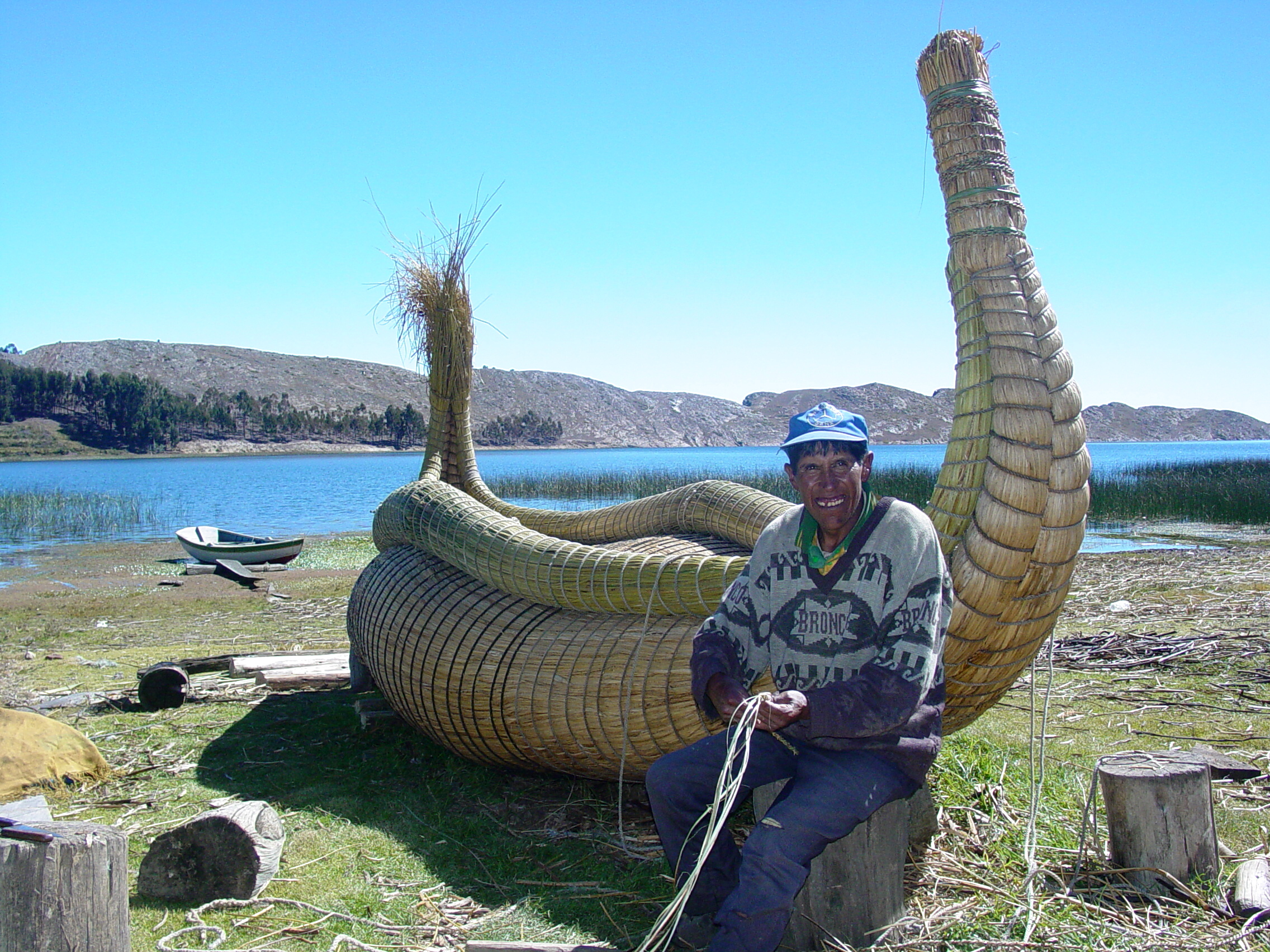
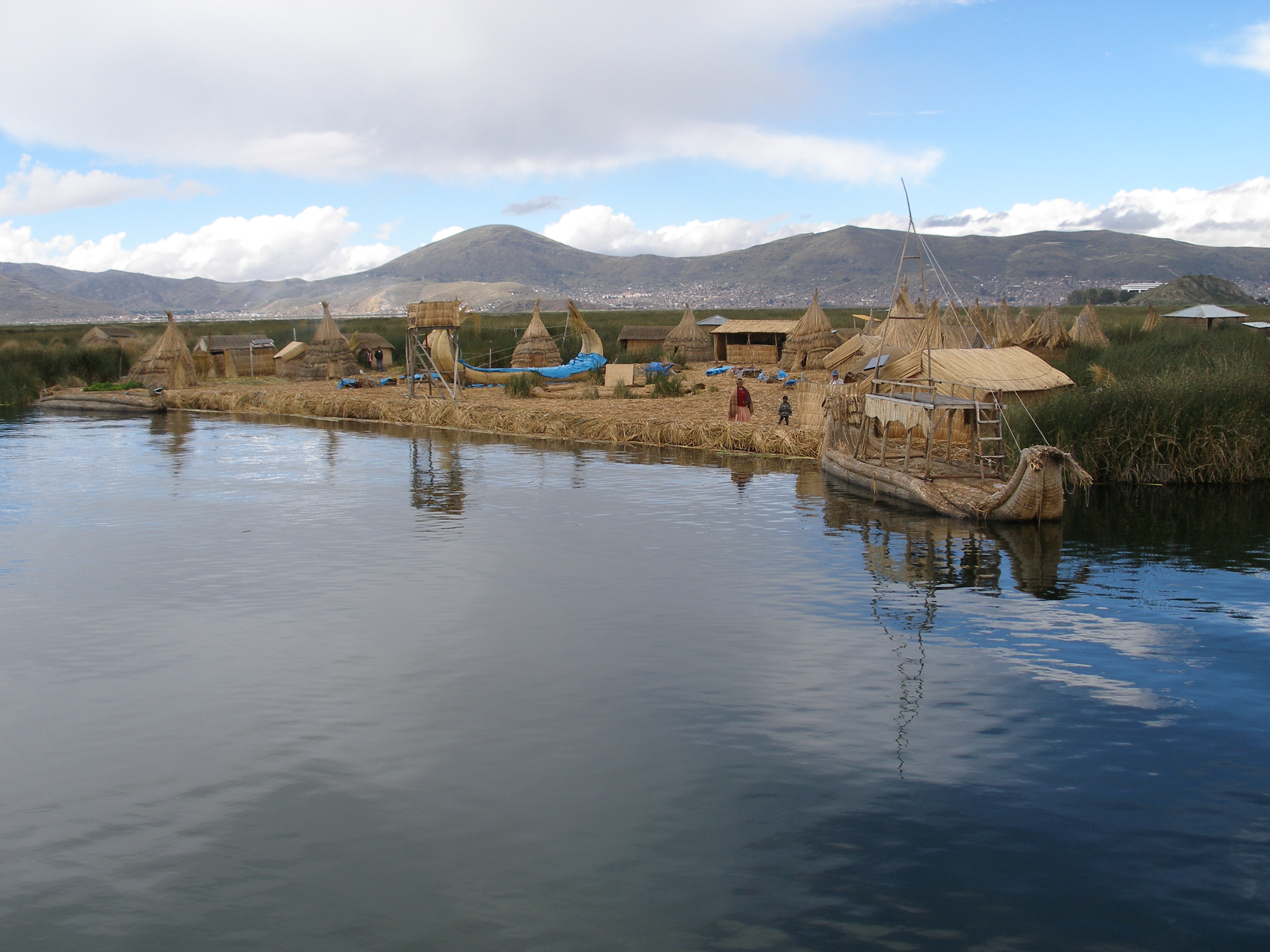
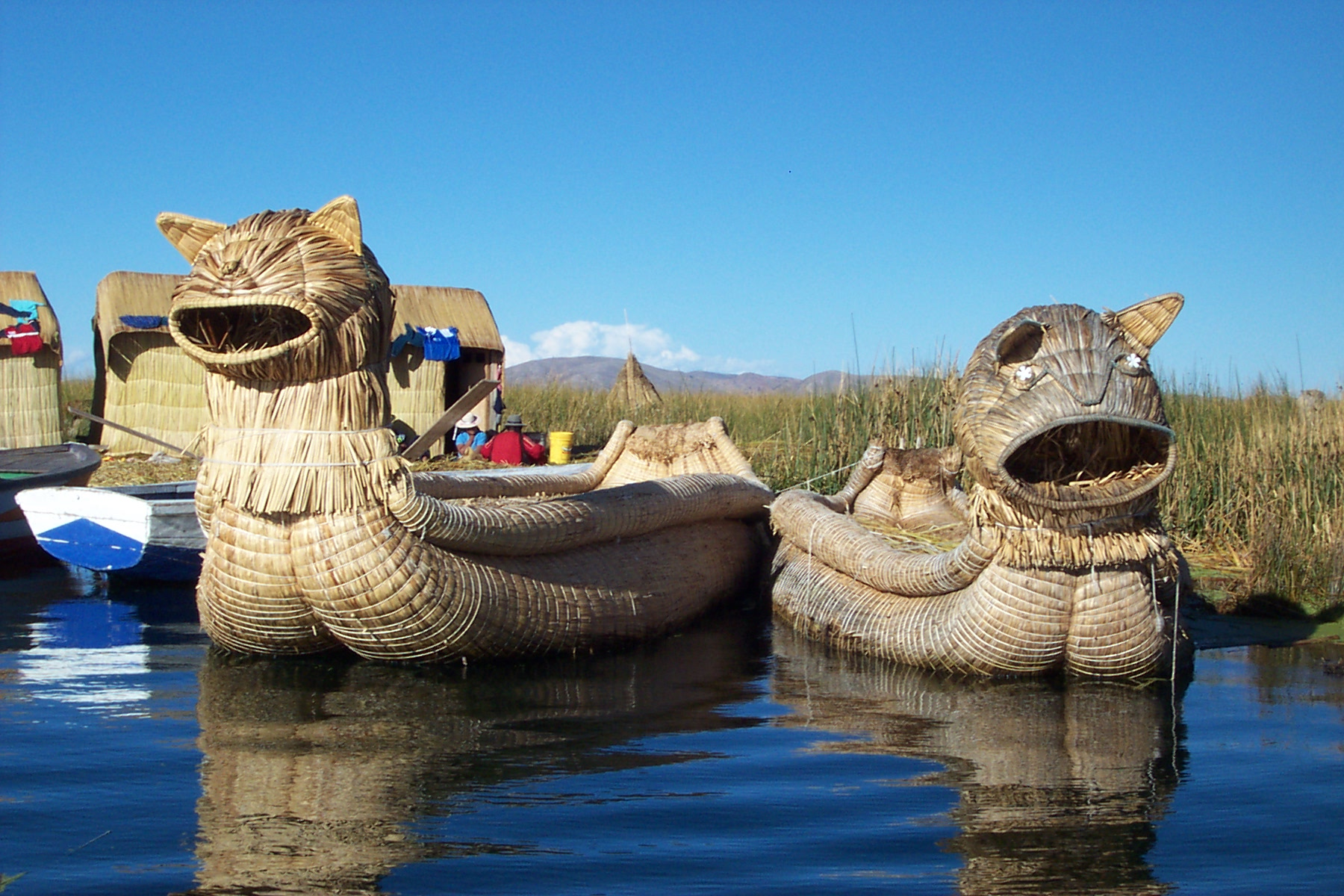
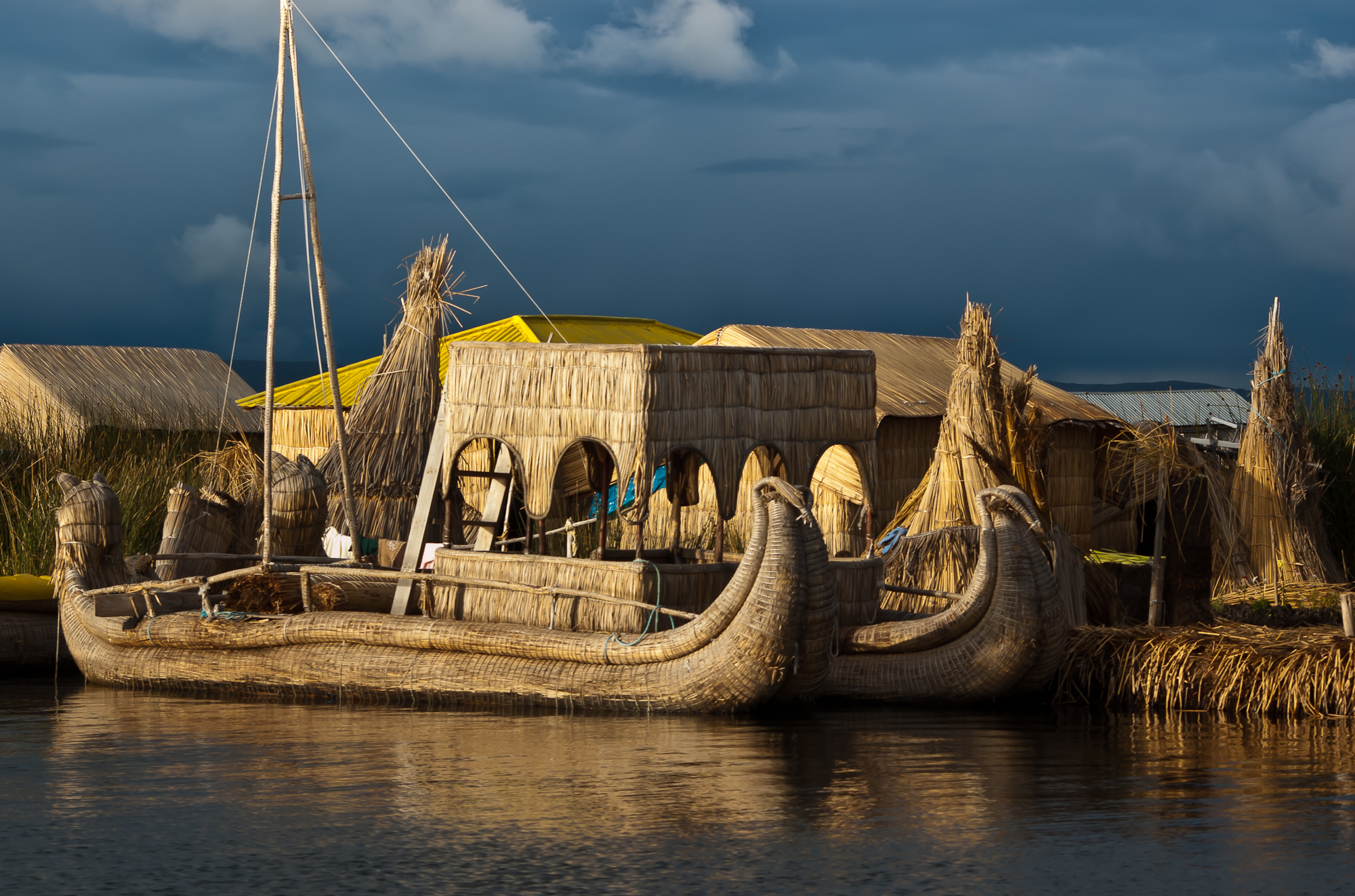
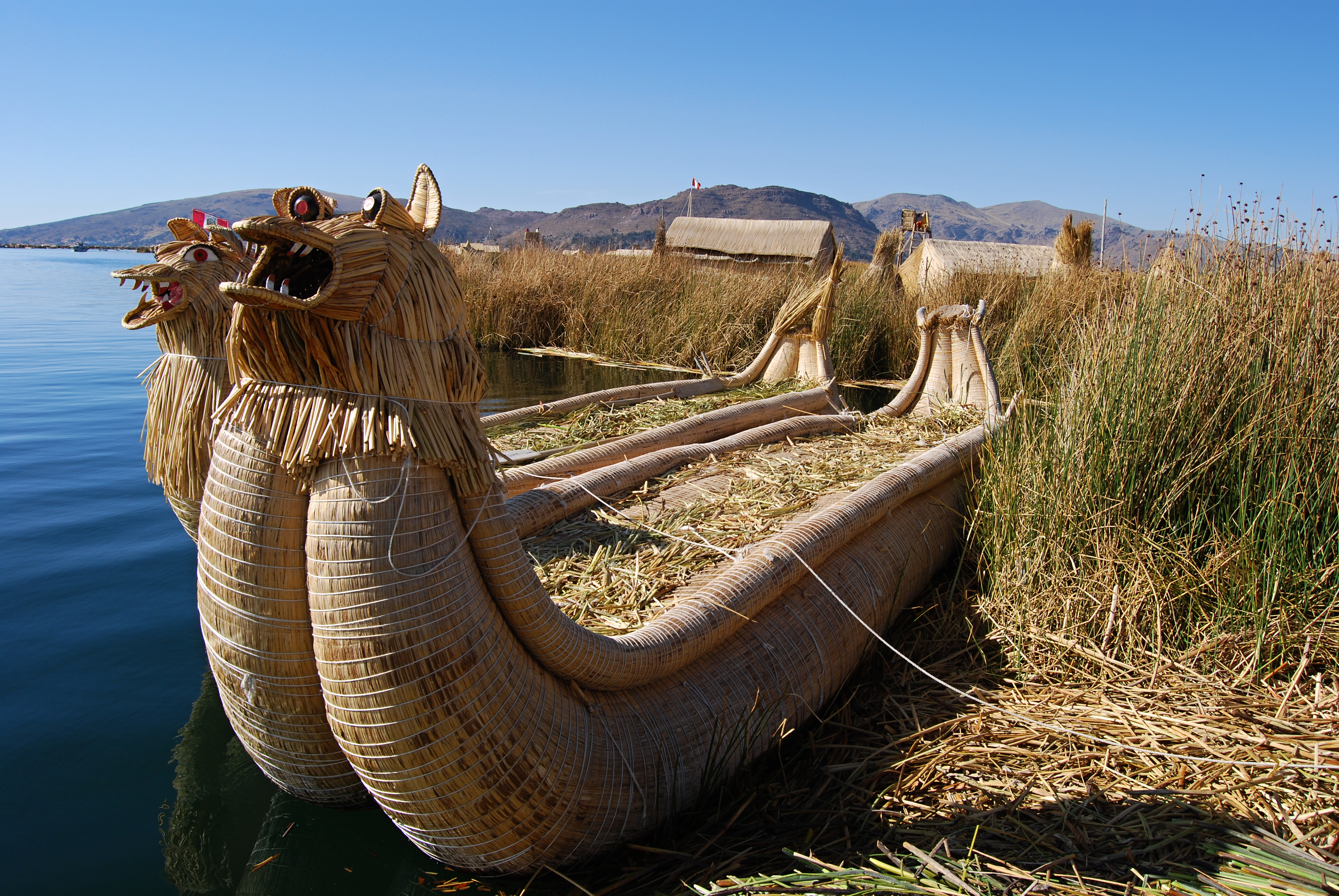

## Сучасні бальса

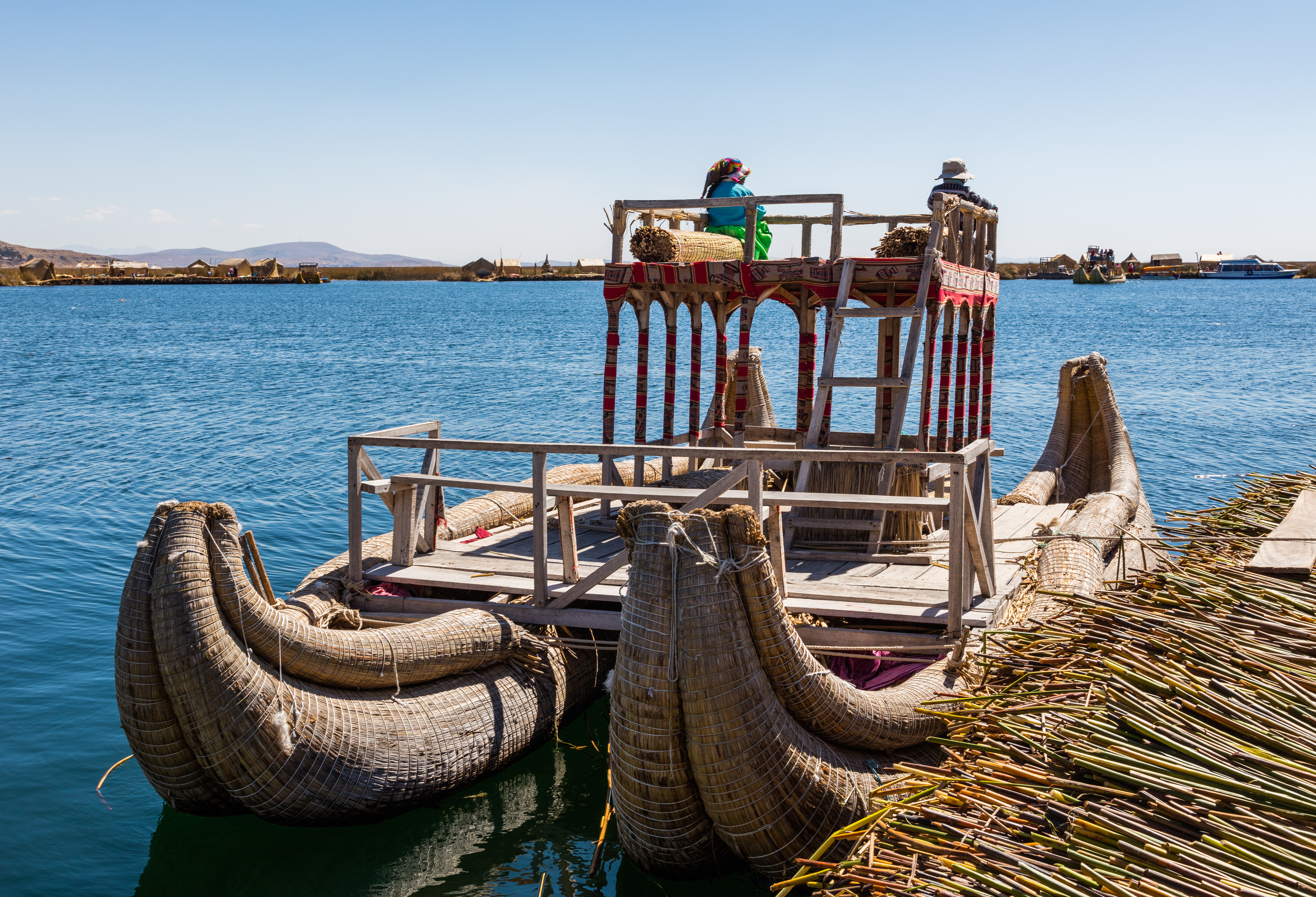
Туристичний катамаран, сформований з'єднанням між собою двох човнів бальса

Озеро Тітікака і плавучі острови на ньому з поселеннями народності уру — нині серед основних туристичних атракцій Перу і Болівії, яку щороку відвідують сотні тисяч туристів з усього світу. В таких умовах індіанці уру і амара, крім своїх традиційних рибальських бальса, стали будувати також очеретяні човни, спеціально розраховані для розважання туристів. Часто такі човни роблять, поєднуючи між собою дві бальси великих розмірів з формуванням двокорпусного судна — катамарана, з великим, часто двоповерховим настилом між ними, розрахованим на максимальну кількість туристів.
А проте, хоча форма таких човнів розрахована виключно на туристів, технологія їх будівництва відповідає класичній технології будівництва традиційних бальса і відрізняється лише розмірами, кількістю з'єднаних між собою корпусів і наявністю прикрас, розрахованих на смаки туристів.

## Експериментальні океанічні судна, зроблені на основі бальси
Серед багатьох помилкових теорій Тура Хеєрдала була, зокрема, теорія про те, що технологія будівництва очеретяних човнів з озера Тітікака походить від папірусних човнів Єгипту і принесена в Південну Америку «світлошкірими і бородатими людьми» з міфології інків, у яких Хеєрдал вбачав єгиптян або пізніших європейців. Для підтвердження цієї теорії він запланував і першим здійснив перехід через Атлантичний океан на очеретяному човні «Ра-2». Його успішний досвід надихнув інших дослідників на здійснення океанічних переходів на очеретяних суднах.
Дослідження та морські плавання на репліках історичних очеретяних човнів, здійснені за останні 50 років норвезьким етнографом Туром Хеєрдалом, німецьким вченим Домініком Герліцом, американським мандрівником Філом Баком, іспанським ексвійськовим Кітіном Муньйосом та рядом інших дослідників сприяли кращому розумінню конструкції та можливостей очеретяних човнів. Цікаво, що успішні плавання здійснювались сучасними дослідниками переважно на очеретяних плотах і човнах, побудованих майстрами — будівельниками бальса з озера Тітікака. Тур Хеєрдал намагався спочатку залучити для будівництва човна «Ра-1» майстрів з африканського озера Чад, а Кітін Муньйос — з тихоокеанського острова Пасхи, але після того, як ці човни зазнавали невдачі і розвалювались під час океанського переходу, наступні моделі своїх суден вони доручали змайструвати індіанцям аймара з озера Тітікака.
Традиційні майстри — будівельники бальса, що допомагали Туру Хеєрдалу побудувати його «Ра II» і «Тигріс», а пізніше будували човни для інших дослідників, мешкають в родині Лімачі у містечку Сурікі на болівійському боці озера Тітікака. Свого часу в 1970 році для будівництва човна «Ра-2», що здійснив успішний перехід через Атлантику в 1970 році, Хеєрдал привозив будівельників човнів з родини Лімачі в Марокко.

### «Ра» і «Тигріс» Тура Хеєрдала

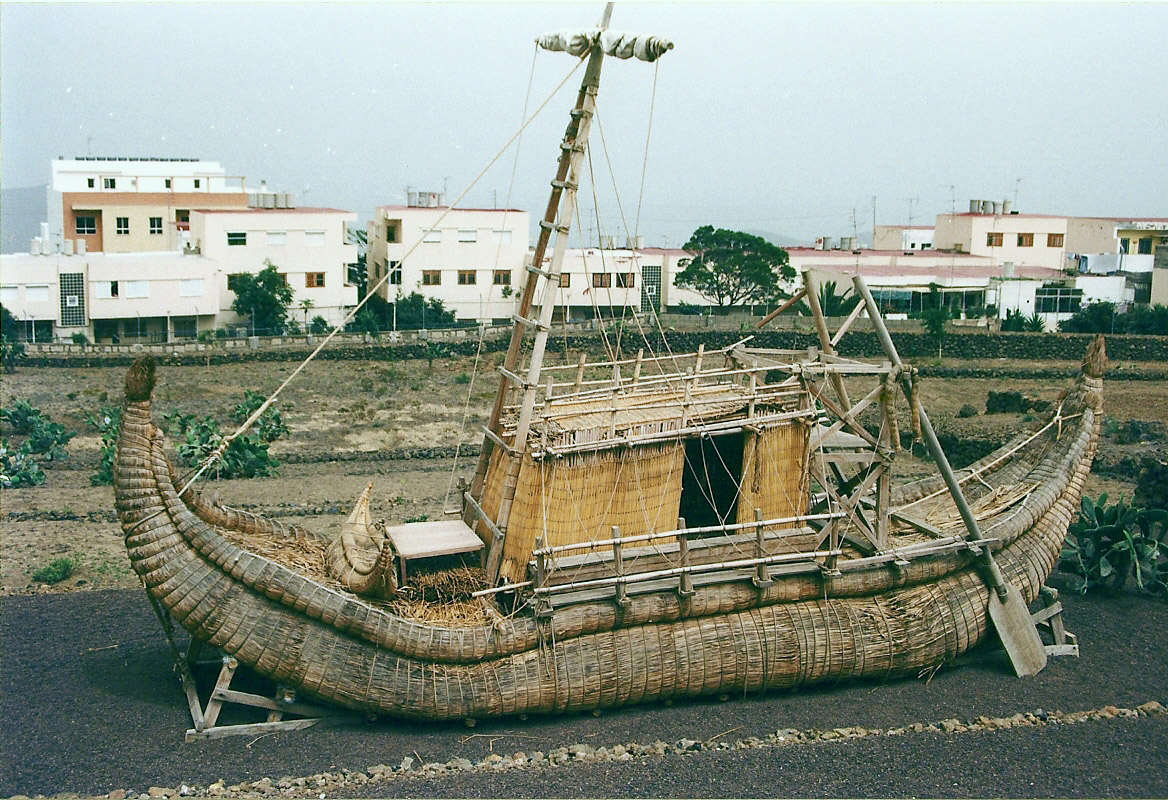
Очеретяний човен Ra II

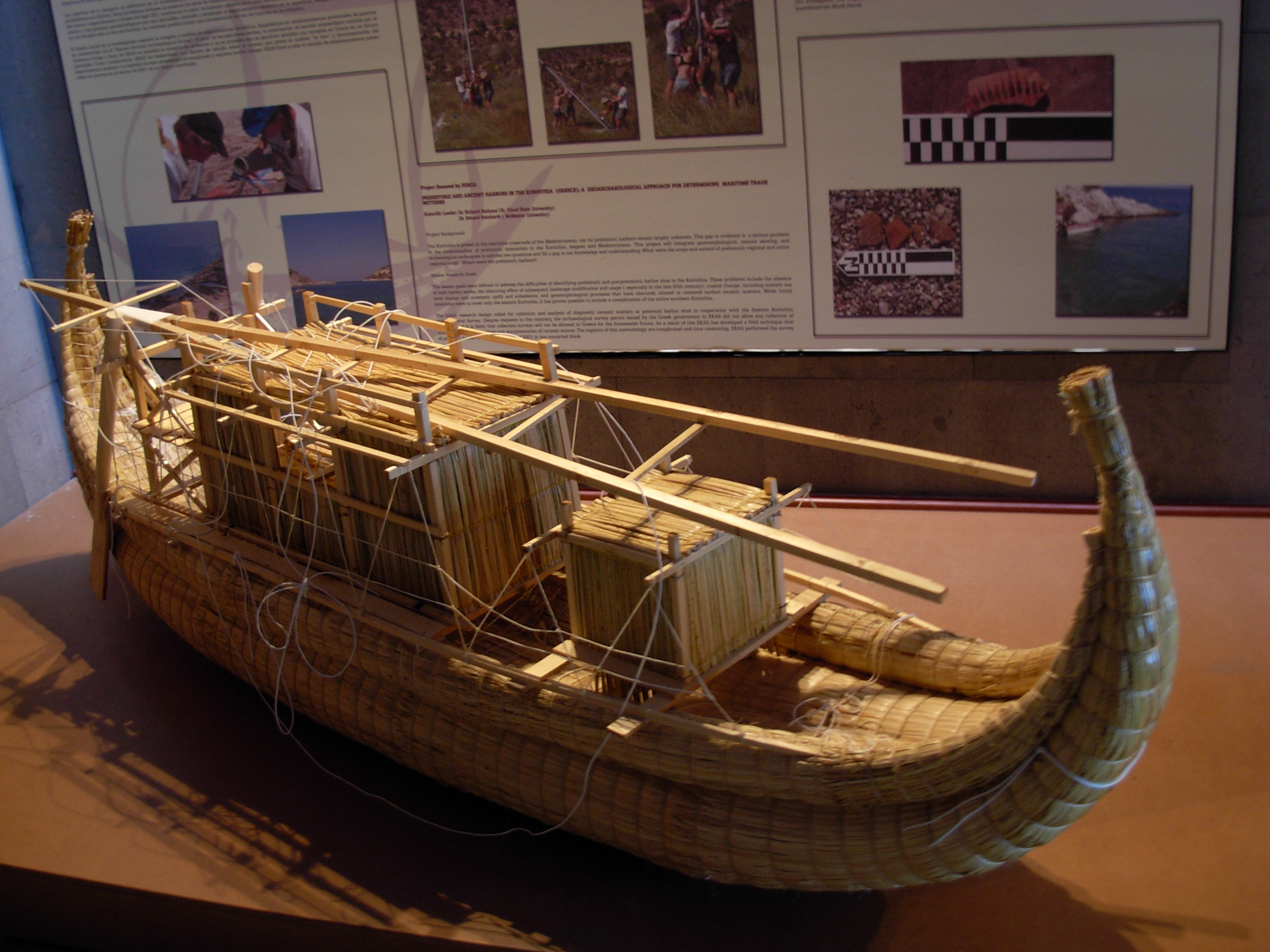
Модель човна «Тигріс». Музей пірамід в Тенеріфе

Норвезький етнограф і мандрівник Тур Хеєрдал (1914—2002) хотів продемонструвати, що представники стародавніх цивілізацій, що мешкали на африканському чи азійському узбережжі Середземного моря, могли перетнути Атлантику та дістатися Америки, пливучи на тогочасних суднах за Канарською течією. У 1969 році Хеєрдал побудував очеретяний човен, який назвав «Ра» на честь давньоєгипетського бога сонця Ра. Його дизайн базувався на давньоєгипетських малюнках і моделях. Човен побудували майстри-корабели з озера Чад з папірусу, зібраного на озері Тана в Ефіопії. «Ра» відплив від узбережжя Марокко у спробі перетнути Атлантику. Через кілька тижнів плавання його екіпаж модифікував судно, через що «Ра» почав осідати й наповнюватися водою. Зрештою «Ра» почав розвалюватись, тож екіпаж мусив його покинути.
Наступного року Хеєрдал організував будівництво ще одного подібного човна — «Ра-2». Цього разу човен знову будували з папірусу з озера Тана, але не африканські корабели, а майстри народності аймара з озера Тітікака в Болівії, яких Хеєрдал спеціально для цієї мети перевіз у Марокко. Судно знову вирушило від узбережжя Марокко і цього разу експедиція досягла своєї мети, успішно діставшись Барбадосу.
У 1978 році Хеєрдал побудував третій очеретяний човен — «Тигріс». Мета побудови цього судна — продемонструвати, що Месопотамія могла бути пов'язана через торгівлю та міграцію з цивілізацією долини Інду в сучасному Пакистані. «Тигріс» стартував з Іраку, пройшов уздовж Перської затоки, вийшов у Індійський океан і дістався Пакистану, після чого прямував до Червоного моря. Човен залишався в морі протягом п'яти місяців і врешті решт був навмисно спалений у Джибуті на Сомалійському півострові на знак протесту проти воєн, які тоді вирували в цьому регіоні.

### «Абора» Домініка Герліца
З 1996 по 2019 роки німецький вчений Домінік Герліц у межах свого проєкту «Абора» побудував чотири очеретяні човни (від Абори-1 до Абори-4) й організував на них декілька плавань у Середземному морі й Атлантичному океані. Назву всім суднам проєкту дали на честь божества Абора тубільців з Канарських островів (гуанчів). Судна замовили будівникам човнів з народності аймара, що мешкає на озері Тітікака в Болівії. Як будівельний матеріал вони використали дуже міцну місцеву кугу Schoenoplectus californicus subsp. tatora з озера Тітікака.
Експедиції були натхненні попередніми трансокеанічними експедиціями Тура Хеєрдала. Зокрема, подорож із Америки в Європу на очеретяному човні «Абора-3» (Abora III), він організував з метою довести, що на безкілевих очеретяних човнах можливо здійснювати міжконтинентальні морські подорожі в обох напрямках, тобто не тільки пасивно дрейфувати за переважною течією при попутних вітрах, а керовано просуватись навіть проти панівних вітрів, використовуючи шверці (підвісні бортові кілі) замість нерухомого кіля.

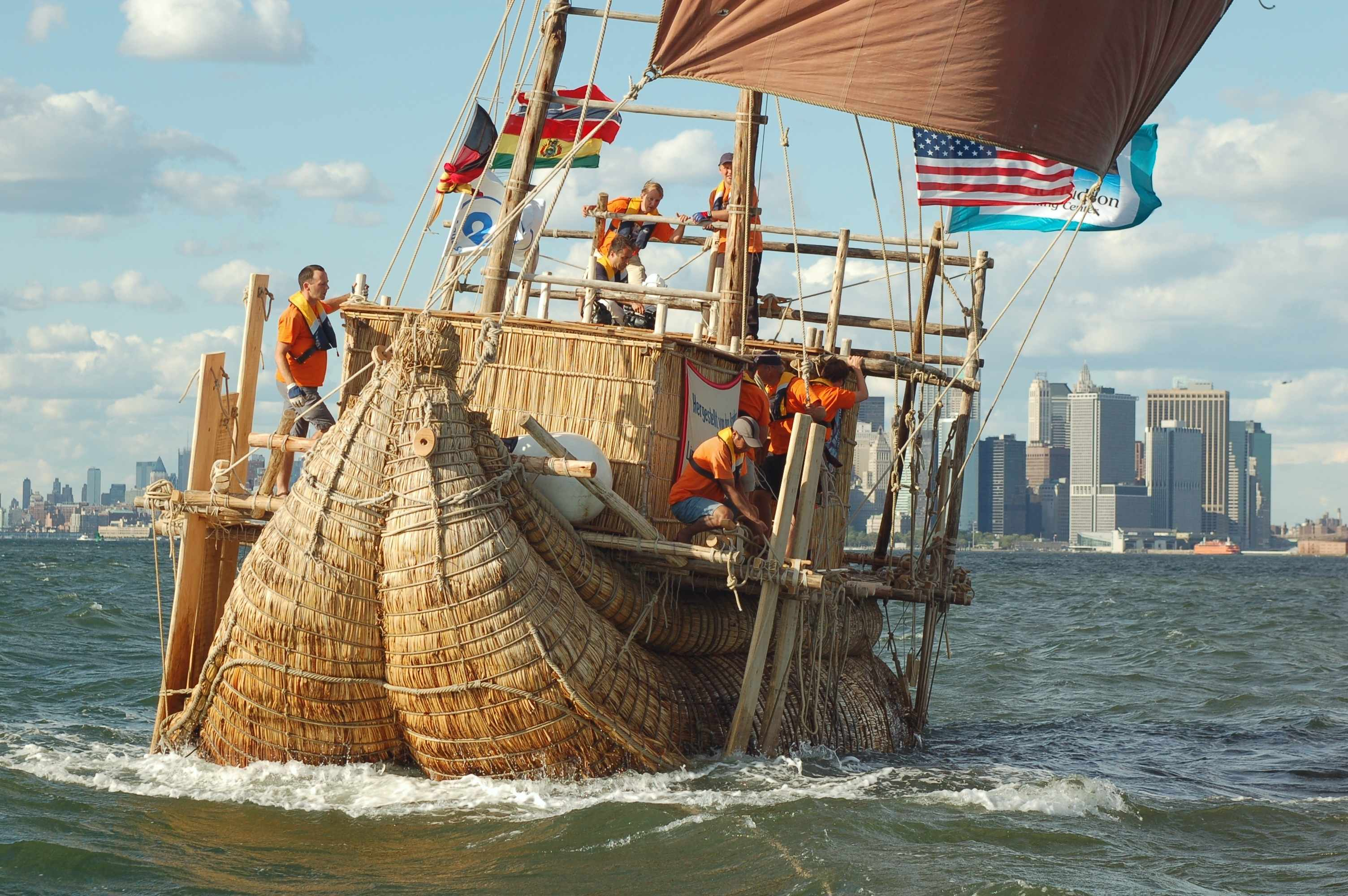
Абора-3 виходить з гавані Нью-Йорка

У порівнянні з переходом через Атлантику в напрямку зі сходу на захід, який Тур Хеєрдал успішно продемонстрував у 1970 році на слабоманевреному очеретяному човні «Ра-2», перехід через Атлантику з заходу на схід набагато складніший. У зворотному напрямку треба йти не вздовж південної Канарської течії, а північніше уздовж Гольфстриму. Однак Гольфстрим не йде рівномірно, а утворює величезні вихори. У цих районах вітри дують непослідовно зусібіч. Це означає, що перехід не може відбуватися майже у вигляді дрейфу, як у випадку з «Ра-2» у зворотному напрямку. По дорозі з Америки в Старий світ очеретяний човен повинен мати можливість долати великі відстані навіть за несприятливих умов вітру.

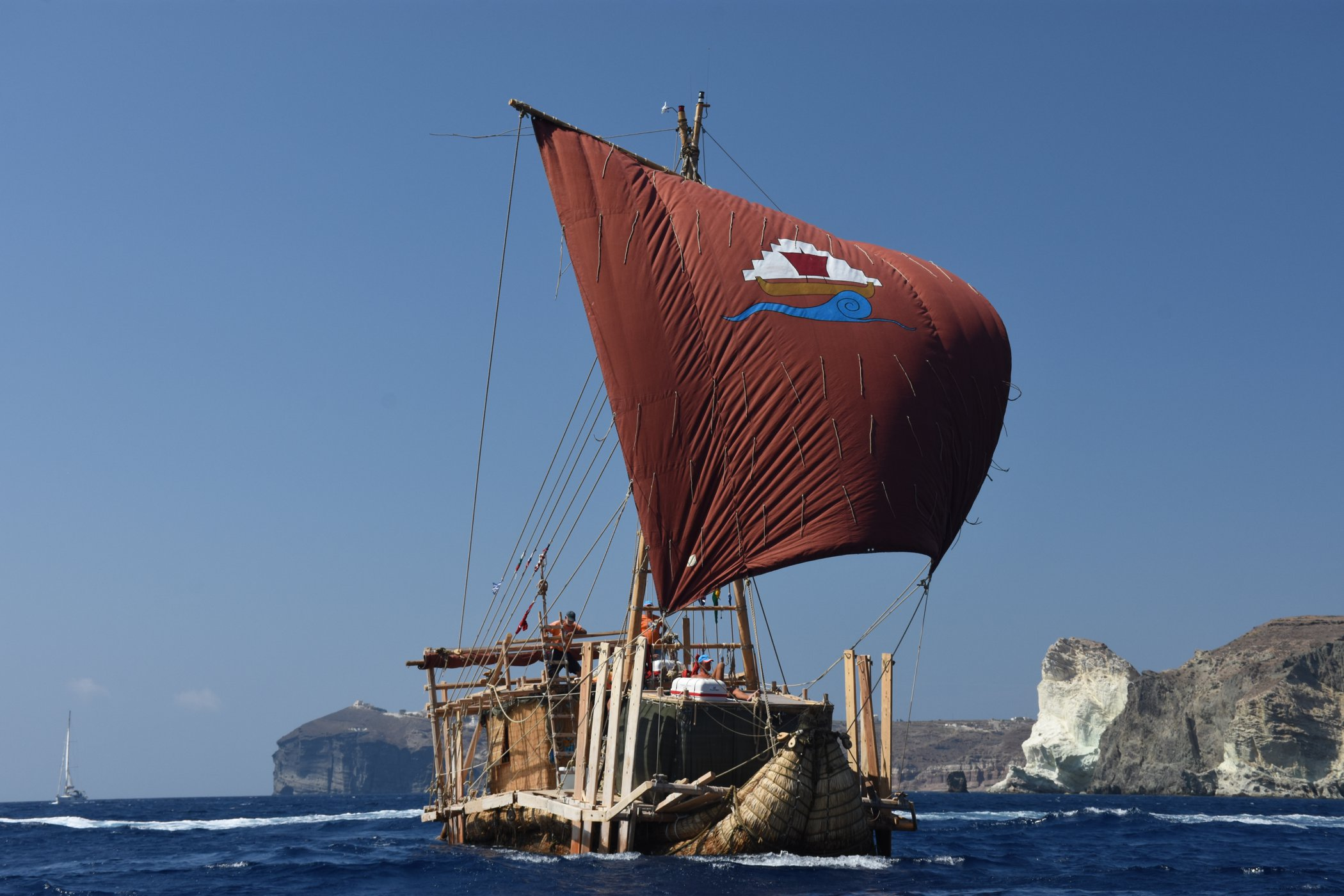
Абора-4 біля о. Санторіні в Егейському морі.

Експедиція вийшла з порту Нью-Йорка 11 липня 2007 р. Протягом плавання «Абора-3» довела можливість успішного плавання безкілевого очеретяного плота під кутом до 90° до вітру. Експедицію завершили достроково, не дійшовши до Азорів близько 900 кілометрів. 5 вересня 2007 року екіпаж евакуювали з човна, який пережив кілька ураганів зі швидкістю вітру до 50 вузлів. Метою експедиції човна «Абора-4» була демонстрація можливих торгових контактів між Чорним і Середземним морем у часи стародавнього Єгипту. Геродот згадував у своїх «Історіях» торгівельні контакти між єгиптянами та Кавказом на східному узбережжі Чорного моря; за його словами, цим шляхом в Єгипет постачались різні товари, особливо метали.
Експедиція стартувала 16 серпня 2019 року. «Абора-4» пройшла через Чорне море до Босфору (саму протоку пройдено на буксирі з міркувань безпеки), через Мармурове море і через Дарданелли (знову на буксирі) до Чанаккале (сучасна гавань поблизу античної Трої) і далі в Егейське море. Тут першою зупинкою був грецький острів Лемнос, куди судно встигло зайти й вийти з доісторичного порту Поліочні без підтримки буксира. Звідти судно відпливло до о. Санторині, тим самим зумівши пройти кілька проток між мережею грецьких островів. Під час експедиції Домінік Герліц дістав пропозицію від Міністерства культури Туреччини в Анкарі виставити очеретяний човен в Археологічному парку Патара (поблизу Анталії) як постійний експонат. Пропозицію схвалили й вирішили відпливати з Санторіні просто до Каша (сучасна гавань біля Патари) на лікійському узбережжі. «Абора-4» прибула в Каш 19 вересня, всю відстань від Варни до Каша подолали за 34 дні. Як і планувалося, судно зараз постійно демонструється на агорі стародавнього лікійського міста Патара.

### «Мата Рангі» Кітіна Муньйоса
У 1997 році відставний іспанський військовик з елітного підрозділу командос Антоніо Хосе «Кітін» Муньйос спробував перетнути Тихий океан на очеретяному човні «Мата Рангі» (Mata Rangi), назва якого перекладається як «Очі раю». Човен зробили з очерету тотора з острова Пасхи (місцева назва — нгаату), на відстані 3870 км на захід від столиці Чилі Сантьяго, куди планувала дійти експедиція. Проте «Мата Рангі» розвалився посеред океану, і екіпаж довелося рятувати.
Муньйос не припинив своїх спроб і 1999 року спільно з командою збудував новий човен — «Мата Рангі-2». Цього разу човен завдовжки 29 метрів виготовили з 13 000 стебел куги з озера Тітікака. Муньйос планував пройти приблизно 8470 миль (13 630 км) від Аріки на півночі Чилі до островів Мікронезії, що лежать на півночі від Папуа-Нової Гвінеї, а звідти вирушити до Тайваню чи Японії. «Мата Рангі-2» за 88 днів змогла подолати по Тихому океану відстань у 5000 миль (8000 км) і досягнути Маркізьких островів у Французькій Полінезії. Тут експедицію довелось припинити, оскільки частину човна пошкодили молюски, які знищували очерет і мотузки, що його зв'язували. Діяльність молюсків привабила численних риб, на яких почали реагувати акули, тож екіпаж заради безпеки мусив відрізати пошкоджену частину човна й завершувати перехід на його залишках.

### «Віракоча» Філа Бака

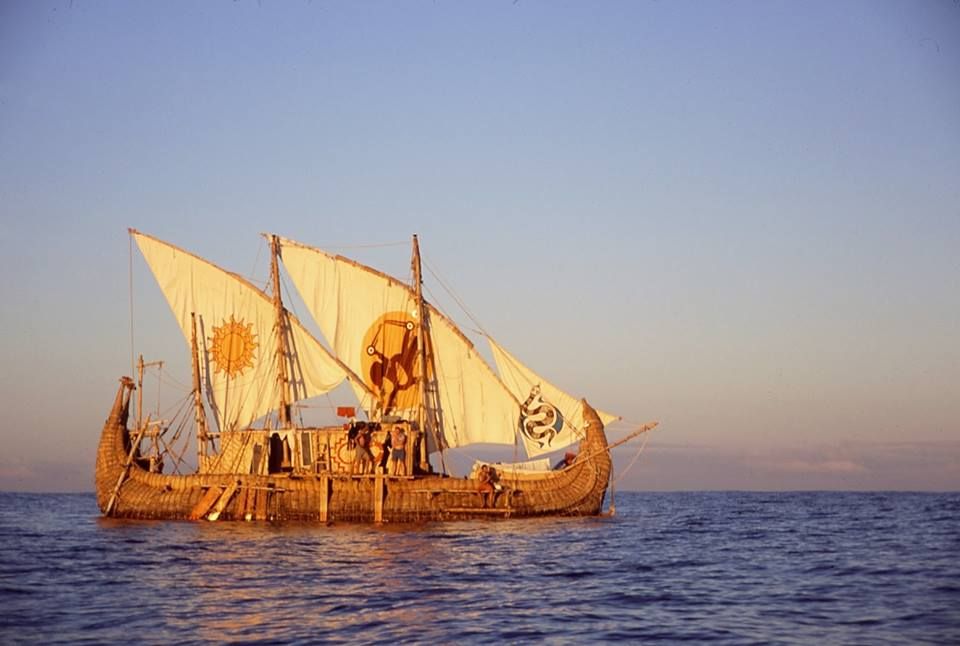
Віракоча-2

З 2000 по 2019 роки американський мандрівник Філ Бак (англ. Phil Buck) здійснив три плавання через Тихий океан на очеретяних човнах «Віракоча» (Viracocha). Натхненний прикладом Тура Хеєрдала, Бак прагнув підтримати теорію Тура про те, що давні південноамериканські індіанці перетинали величезні океанські простори на різних типах човнів, зокрема на стародавніх очеретяних човнах, що було ключовим фактором міграції людей і поширення цивілізації на островах Тихого океану. Човни Філа Бака назвали на честь того ж самого божества Андських індіанців Кон-Тікі Віракоча, як і відомий перший дерев'яний пліт Хеєрдала «Кон-Тікі».
У 2000 році перша експедиція вирушила з Аріки в Чилі на човні «Віракоча», збудованому індіанцями з о. Тітікака з куги і здійснила подорож до острова Пасхи в Полінезії за 44 дні. Це був перший примітивний човен будь-якого виду, який досяг острова в сучасний час.
У березні 2003 року команда з восьми осіб на чолі з Філом Баком вирушила з Віна-дель-Мар у Чилі, на абсолютно новому очеретяному човні Віракоча-2 (Viracocha II), намагаючись подолати 10 000 морських миль через весь Тихий океан до Кернса в Австралії через острів Пасхи та інші острови Полінезії. На жаль, човен був серйозно пошкоджений під час спуску на воду і команда не змогла випробувати його повною мірою. Але навіть з серйозно пошкодженим правим бортом Віракоча-2 все ж таки змогла здійснити тривалу подорож і знову дійти до острова Пасхи.
Віракоча-3 стартувала в березні 2019 року з метою дійти до Австралії. Човен досягнув Таїті через чотири місяці, де експедицію припинили, оскільки Віракоча-3 зазнала серйозних пошкоджень корпусу під час шторму біля Туамоту.
Усі човни Віракоча будувались з куги підвиду tatora індіанцями аймара з озера Тітікака в південноамериканських Андах. Як і човни для Тура Хеєрдала, Віракочу будували представники родини Лімачі з болівійської сторони озера Тітікака.

## Інші традиційні очеретяні човни Південної та Північної Америки

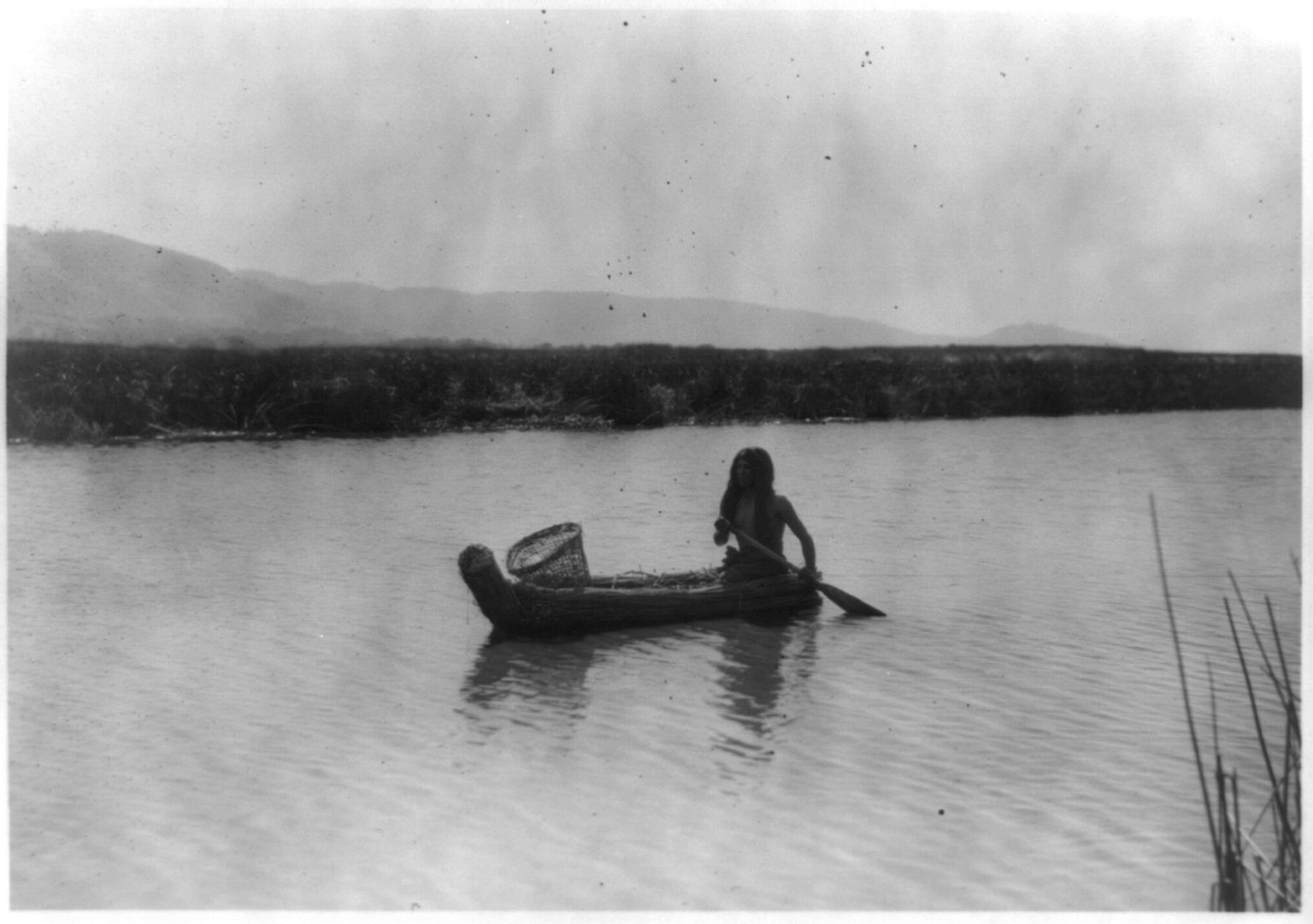
Північноамериканський індіанець на човні з куги Schoenoplectus acutus

Найбільш відомі сучасні човни бальса з підвиду куги tatora використовуються народностями уру та аймара на озері Тітікака, що лежить на кордоні між Перу та Болівією в Південній Америці. Проте історично човни з куги будували в Перу не лише на озері Тітікака, а й у інших місцях. Зокрема, одномісні рибальські очеретяні човни кабаліто-де-тотора з довгими гострими носами і короткою пласкою кормою використовували перуанські рибалки на узбережжі Тихого океану останні 3000 років, що підтверджено археологічними знахідками з їх зображеннями. Їх дотепер у великій кількості можна побачити на тихоокеанських пляжах країни.
Очеретяні човни на острові Пасхи також будувались тубільцями з використанням куги. Цікаво, що дизайн цих човнів повністю відповідає дизайну, який застосовувався в Перу.
Різні індіанські народності з західного узбережжя Північної Америки також будували очеретяні човни, але використовували для цього інший вид куги — Schoenoplectus acutus, поширений у Північній Америці. Індіанці народностей олоне (Ohlone) та мівок (Miwok) дотепер використовують кугу для побудови човнів у затоці Сан-Франциско. Північні групи чумашів (Chumash) також використовували кугу для побудови риболовних очеретяних каное в районах сучасних Санта-Барбари і Лос-Анджелеса.

## Рекомендована література
- Gilbert, Gregory Phillip (1962) Ancient Egyptian Sea Power and the Origin of Maritime Forces [Архівовано 3 червня 2021 у Wayback Machine.] . National Library of Australian Cataloguing-in-Publication entry, ISBN 978-0-642-29680-1(англ.)
- Heyerdahl, Thor (1972) The Ra Expeditions. Amazon [Архівовано 28 вересня 2010 у Wayback Machine.]. Signet. ISBN 978-0451051219 (англ.)
- Heyerdahl, Thor (1984) The Tigris Expedition: In Search of Our Beginnings. Doubleday. Amazon [Архівовано 6 вересня 2011 у Wayback Machine.]. ISBN 978-0385173575 (англ.)
- Hornell, James (1946) Water transport: origins and early evolution. Cambridge: Cambridge University Press. — Google Scholar(англ.)
- Johnstone, Paul (1980) The sea-craft of prehistory. Cambridge (MA): Harvard University Press. — Google Scholar(англ.)
- McGrail, Seán (1985) Towards a classification of Water transport World Archeology, 16 (3) (англ.)
- McGrail, Seán (2004) Boats of the World, From the stone age to medieval times. Oxford University Press. Amazon. ISBN 978-0199271863
- McGrail, Seán (2014) Early Ships and Seafaring: Water Transport within Europe Pen and Sword, ISBN 9781473847774 (англ.)

- Schwartz, Mark (2015) Early evidence of reed boats from southeast Anatolia // Published online by Cambridge University Press:  02 January 2015(англ.)
- Thorpe, Nick (2003). Eight Men and a Duck. London: ABACUS. ISBN 0-349-11454-4 (англ.)